# 10350 Спалланцані
10350 Спалланцані (10350 Spallanzani) — астероїд головного поясу, відкритий 26 липня 1992 року.
Тіссеранів параметр щодо Юпітера — 3,377.